# Joran Hardeman
Joran Hardeman (Veenendaal, 21 april 2002) is een Nederlandse voetballer, die uitkomt voor De Graafschap.

## Carrière
Hardeman begon te voetballen bij GVVV waarna hij de overstap maakte naar de jeugdafdeling van FC Utrecht. Na zijn periode in Utrecht maakte hij de overstap naar de jeugdopleiding van De Graafschap. In april 2023 tekende hij zijn eerste profcontract bij De Graafschap tot de zomer van 2024 met een optie tot nog een jaar. Op 21 april 2023 in de thuiswedstrijd tegen ADO Den Haag maakte Hardeman zijn debuut voor De Graafschap.

## Clubstatistieken
| Seizoen                       | Club           | Land           | Competitie     | Competitie | Competitie | Beker | Beker | Totaal | Totaal |
| Seizoen                       | Club           | Land           | Competitie     | Wed.       | Dlp.       | Wed.  | Dlp.  | Wed.   | Dlp.   |
| ----------------------------- | -------------- | -------------- | -------------- | ---------- | ---------- | ----- | ----- | ------ | ------ |
| 2022/23                       | De Graafschap  | Nederland      | Eerste divisie | 1          | 0          | 0     | 0     | 1      | 0      |
| 2023/24                       | De Graafschap  | Nederland      | Eerste divisie | 4          | 0          | 2     | 0     | 6      | 0      |
| Carrièretotaal                | Carrièretotaal | Carrièretotaal | Carrièretotaal | 5          | 0          | 2     | 0     | 7      | 0      |
| Bijgewerkt t/m 2 januari 2024 |                |                |                |            |            |       |       |        |        |